# Saturio Ríos
Saturio Ríos (1845-1927) foi um pintor, telegrafista e artista paraguaio. Estudou pintura no Brasil em 1864. Foi telegrafista durante a Guerra do Paraguai (1865-1870). Em 1870 no acampamento de Humaitá pintou o retrato do Bispo Palacios, considerado a sua obra-prima. Faleceu em 1927, na cidade de San Lorenzo.